# Kleine Pirogowskaja-Straße

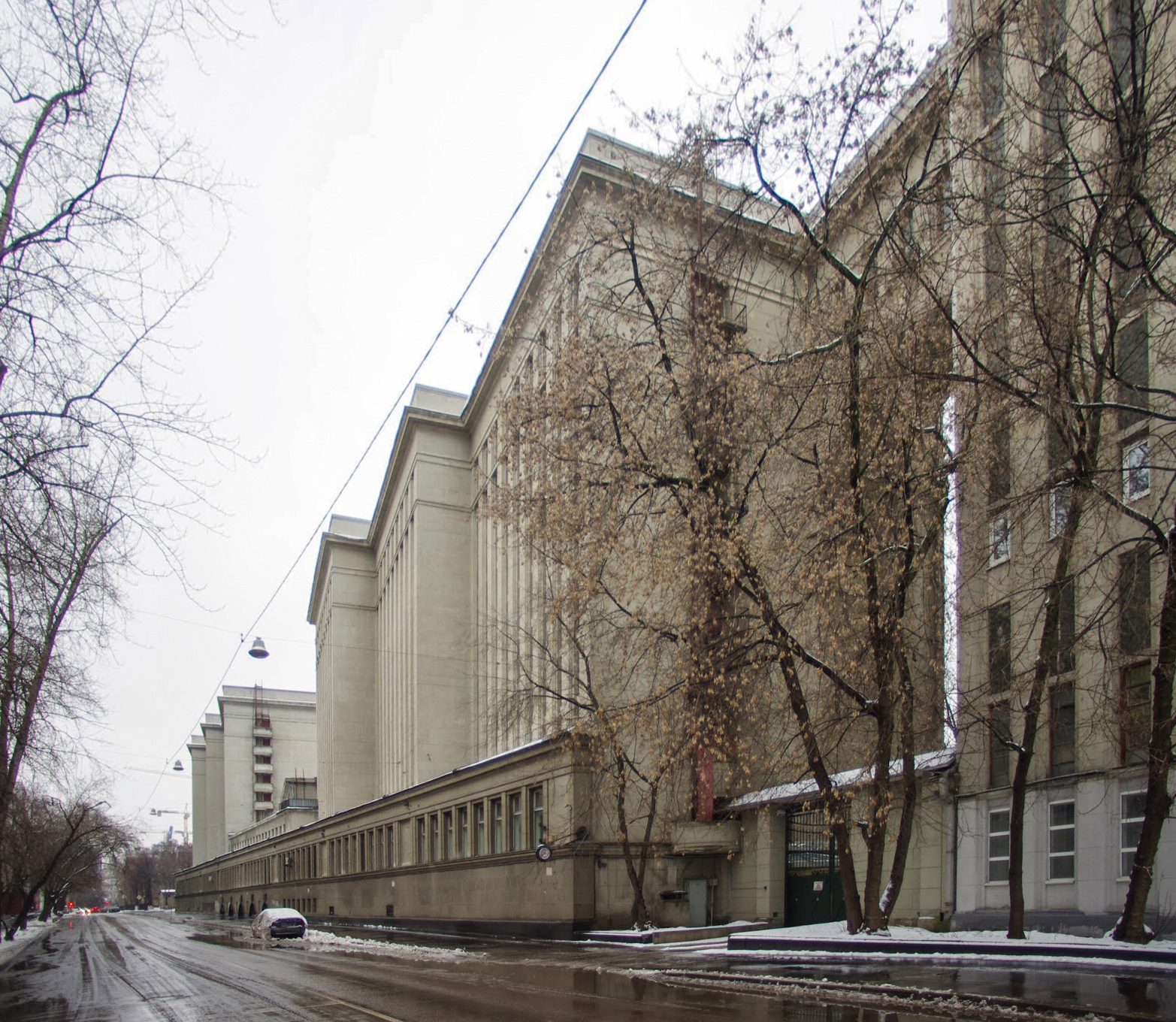
Die Kleine-Pirogowskaja-Straße. Das Archiv-Gebäude von A.Wolchonski

Die Kleine Pirogowskaja-Straße (russisch Малая Пироговская улица), bis 1924 Kleine Zarizynskaja-Straße, ist eine Straße im Stadtteil Chamowniki im Zentralen Verwaltungsbezirk Moskaus. Sie führt von der Subowskaja-Straße zur Straße Luschnezki Projesd, annähernd parallel zur Großen Pirogowskaja-Straße.

## Beschreibung
Die Geschichte des Gebiets, in dem diese Straße liegt, sowie die Namensherkunft sind im Artikel Große Pirogowskaja-Straße beschrieben. Die Straße ist mit dem Architekten Roman Iwanowitsch Klein verbunden. Zwischen Großer und Kleiner Pirogowskaja-Straße liegt unter anderem die Architekt-Klein-Allee.
An der Seite mit den ungeraden Hausnummern befinden sich unter anderem:
- Hausnummer 1 – das Gebäude von höheren Frauenkursen – so wurden Frauenhochschulen im Russischen Kaiserreich genannt. Das Gebäude wurde nach Plänen von Sergei Solowjow, Otto von Dessien und Ilja Golossow erbaut und 1913 fertiggestellt. Jetzt dient es als Hauptkorps für die Staatliche Pädagogische Universität Moskau.
- Hausnummer 1/5 – das physikalisch-chemische Korps der höheren Frauenkurse von 1908 (Architekt ist Nikolai Eichenwald).
- Hausnummer 5 – das Deutsch-Russische Haus. Das Gebäude aus dem 19. Jahrhundert wurde zu Sowjetzeiten umgebaut und diente als Wohngebäude. 1997 wurde es restauriert und danach vom deutschen Bundespräsidenten Roman Herzog als Deutsch-Russisches Haus eröffnet. Hier befindet sich auch das Büro der Moskauer Deutschen Zeitung.
- Hausnummer 29/7 – ein weiteres Korps der höheren Frauenkurse von Nikolai Eichenwald, gehört jetzt zur Pädagogischen Universität.

An der Seite mit den geraden Hausnummern befinden sich unter anderem:
- Das Gebäude des Russischen Staatsarchives Alter Akten,[1] das 1938 im Stalinistischen Klassizismus von Alexei Wolchonski errichtet wurde. Ein Komplex des Gebäudes für Archiv besitzt gänzliches Gebiet zwischen Große- und Kleine-Pirogowskaja-Straßen (sogenannter Archivstädtchen).
- Hausnummer 8 – das Gebäude des Betriebs Elektroswet (Architekt ist Roman Klein, 1900er), inzwischen ist dort die Fabrik Mosnitki ansässig.
- Hausnummer 10/12 gehört zum Komplex der Gebäude des Weinlagers N° 3 von 1899 (Architekt ist Alexander Roop[2]), der besitzt gänzliches Gebiet zwischen Große- und Kleine-Pirogowskaja-Straßen. Jetzt werden diese Gebäude von verschiedenen Organisationen genutzt.
- Hausnummer 16/1 – Mietshaus von 1913. Architekt ist Georgi Oltarschewski. Eines der größten damaligen Häuser Moskaus. Jetzt befinden sich hier ein Studentenheim der Setschenow-Medizinischen Universität sowie andere Einrichtungen.
- Hausnummer 16/5 – das Pawel-Korin-Museum.[3] Hier lebte und arbeitete der Maler Pawel Korin von 1934 bis 1967.
- Hausnummer 20 – Gebäude der Poliklinik aus den 1900er Jahren, von Roman Klein.

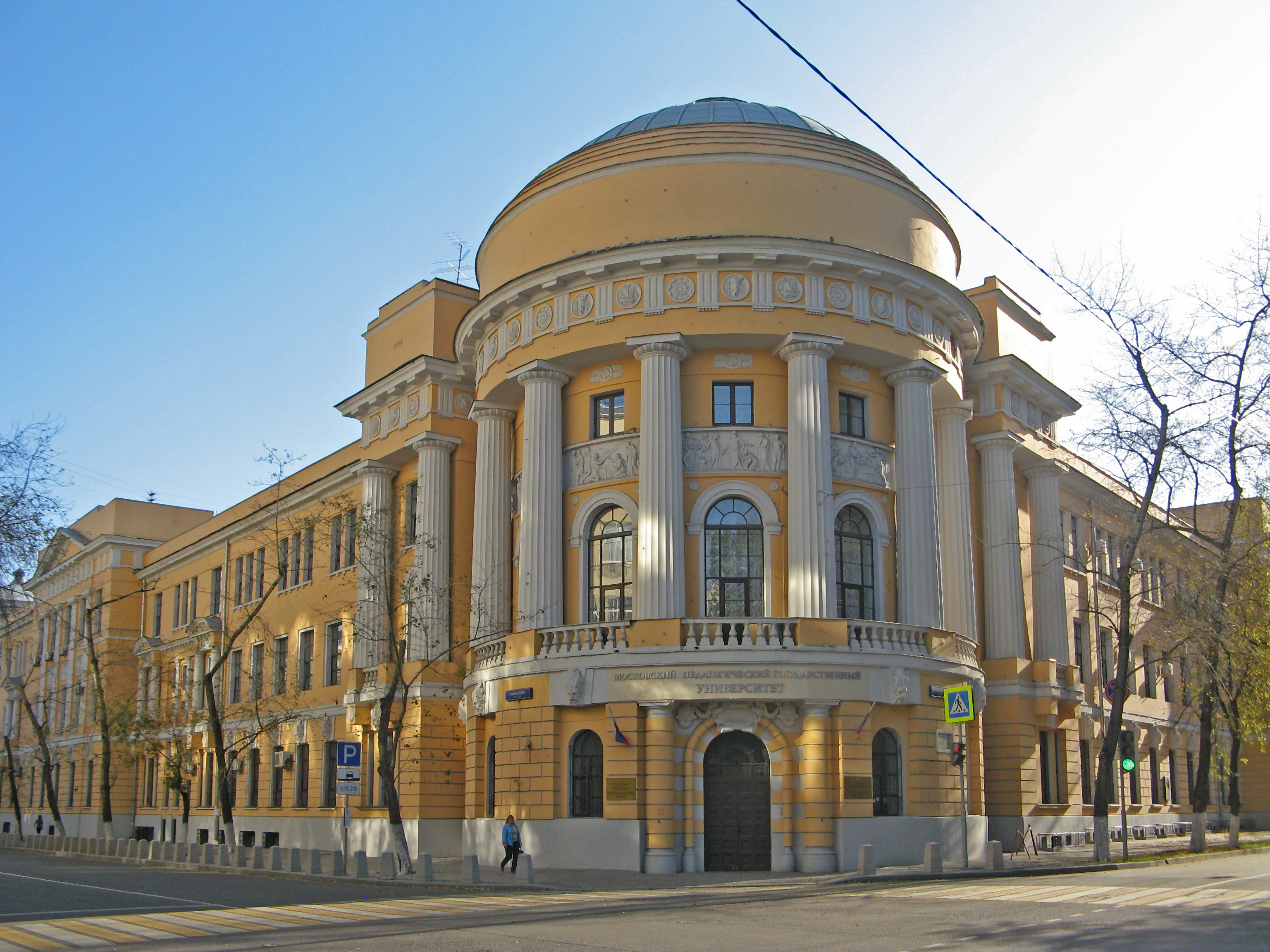
Nr. 1
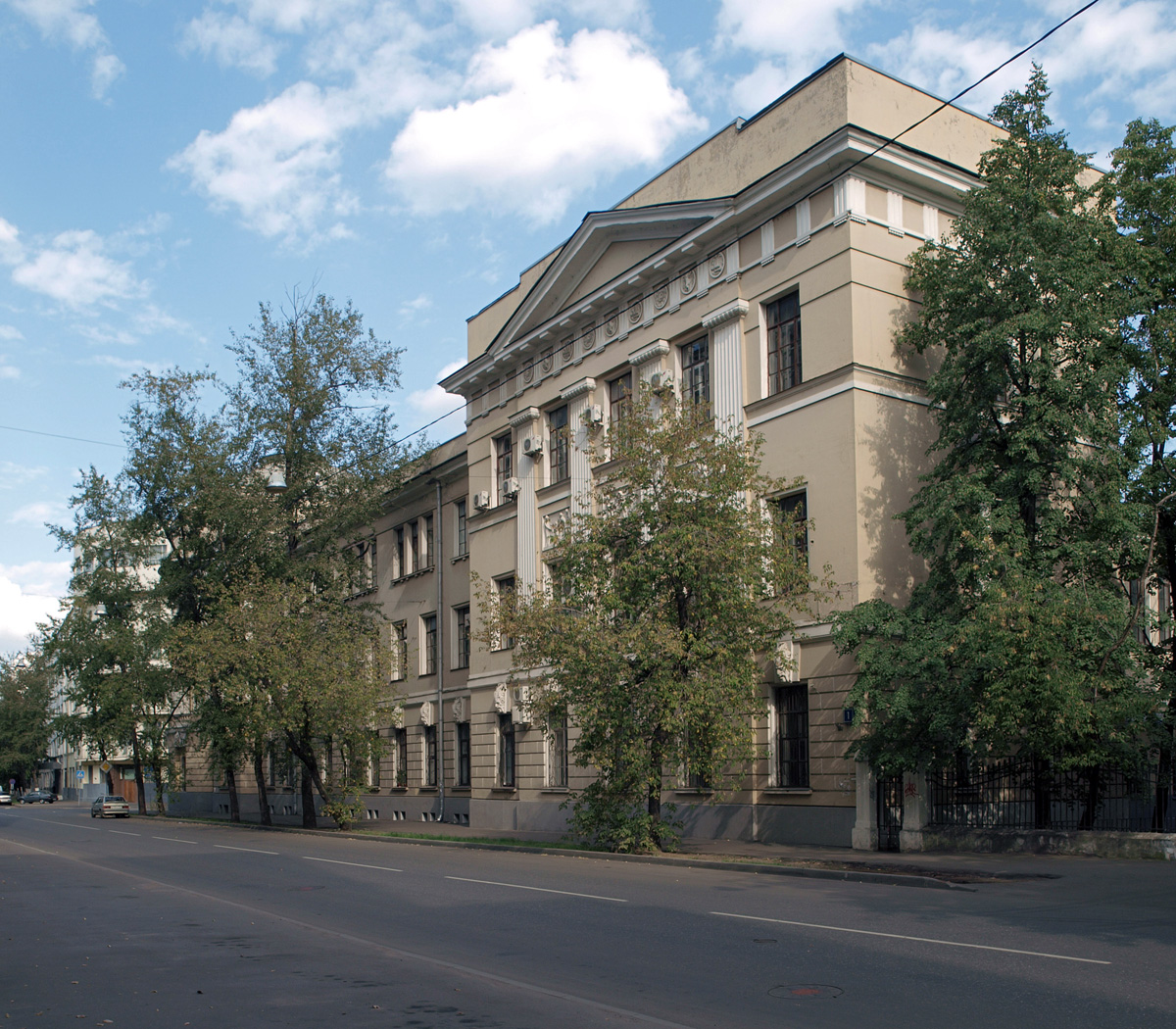
dasselbe
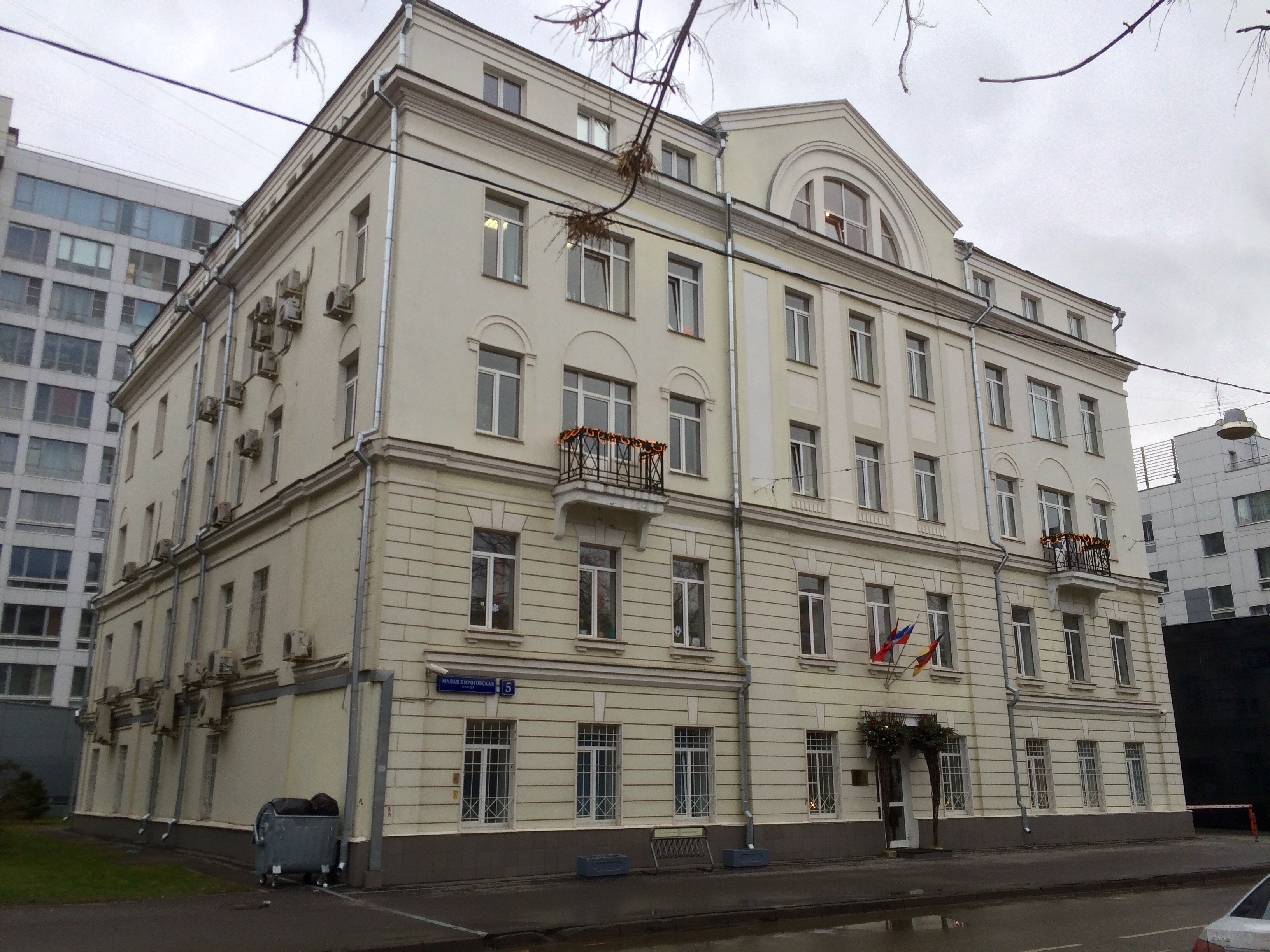
Nr. 5
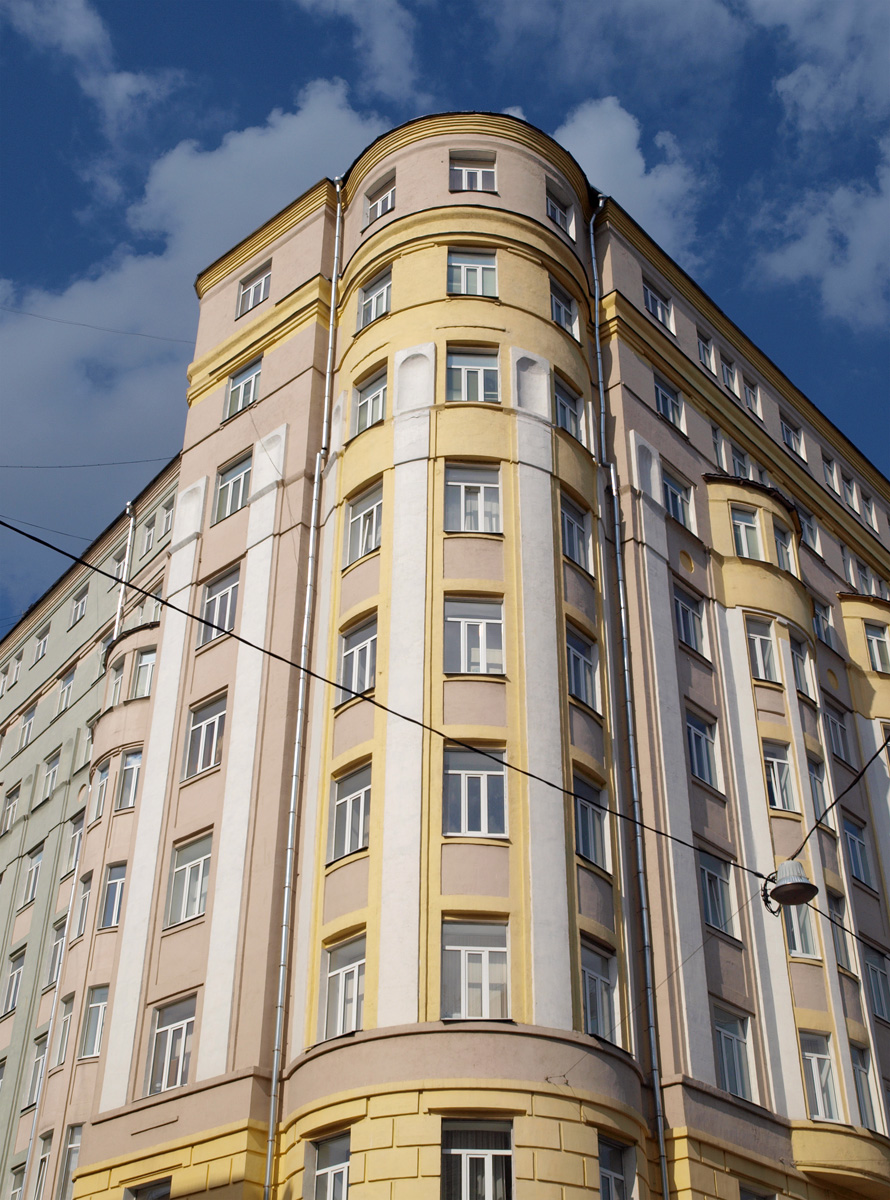
Nr. 16/1
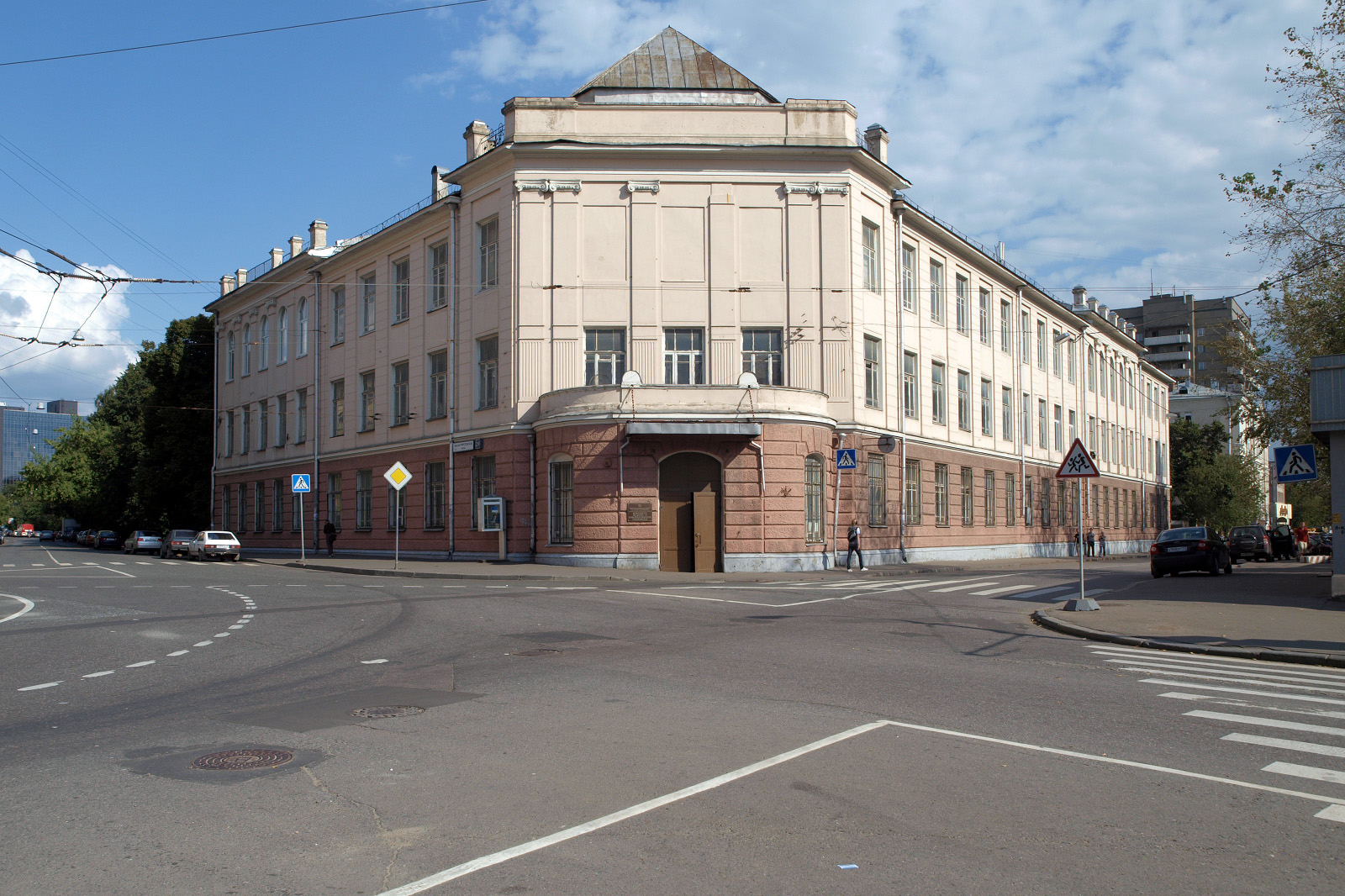
Nr. 29/7
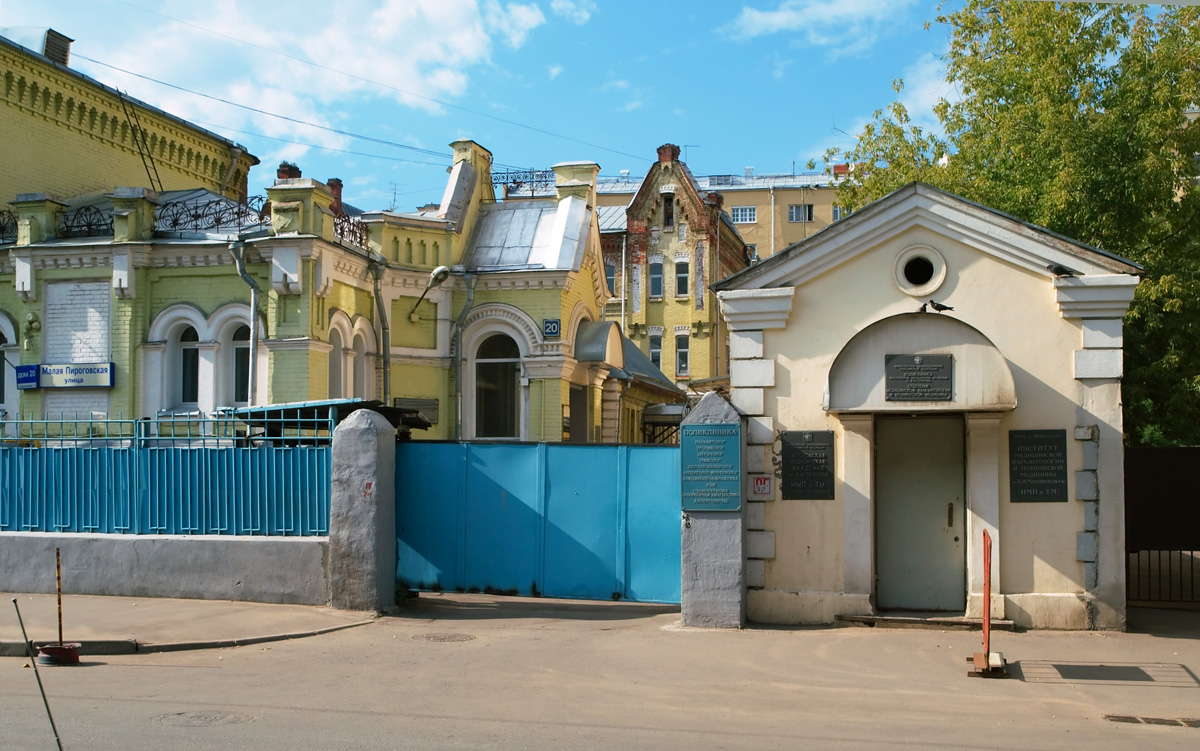
Nr. 20